# الطريقة الهيربارتية
الطريقة الهيربارتية
هي من الطرق التي ترتبط بشكلٍ أو بآخر بطريقة العرض، وخطوات الطريقة الهيربارتية الخمس هي: المقدمة، والعرض، والربط، والتعميم، والتطبيق. وعلى الرغم من بطلان الأسس النفسية التي تقوم عليها إلا أنها لا تزال شائعة وتتدخل مع طريقتي المحاضرة والنقاش.

## 1- أسسها النفسية
تنتمي أراء هيربارت النفسية إلى مدرسة التدريب العقلي النفسية، ومن أهم مبادئها التعليم والتعلم. وهو بناء ترابطات للمحتويات عن طريق تقديم الموضوع من خارج العضو والتعليم عن طريق التداعي أو الترابط، وقديم قد قال به أفلاطون أن ما يكتسبه التعلم من خبرات جديدة يندمج في مجموع خبراته القديمة، فتتكون منهما كتلة عملية مترابطة، تكون بمثابة بوتقة تتلقى بدورها ما يجد من الخبرات وتعمل على صهرها وهكذا.
إن التعليم الذي ينادي به هيربارت يستلزم الاهتمام.
إن الغرض عند هيربارت تكون العقل حيث أن العقل هو نتيجة التربية، ويرفض هيربارت تقسيم العقل إلى ملكات ويعد العقل وحده.

## 2- المبادئ التي تقوم عليها
- إن العقل البشري فارغ وخالٍ من كل شيء وتصل إليه الأفكار من الخارج وتخرج منه كما أردت.
- يتألف العقل من مجموعة من الصور الذهنية المتكونه والمستقره، وتكوين العقل البشري يعتم دعم ما يقدم له من مواد تربوية.
- يختزن العقل البشري مجموعة من الصور الذهنية والمدركات الحسية وبعض الحقائق القديمة.
- الأفكار والمدركات المختزنة حية تتفاعل مع بعضها باستمرار.
- تقوم الأفكار والمدركات والصور بمساعدة المتعلم على فهم الحقائق والمدركات الجديدة.
- يتم الانتقال في هذه الطريقة من الجزيئات إلى القاعدة العامة.

## 3- خطواتها

### أ- التمهيد
عبارة عن التهيئة التي يقوم بها المعلم ليهيئ بها الدرس الجديد ويأخذ عدة اشكال منها:
- استثارة المعلومات القديمة المختزنة.
- سرد قصة مشوقة.
- التذكير بالدرس السابق.

### ب- العرض
بعض المواقف التي تمهل هذه الخطوة مثل الرسم والتدريب والتربية البدنية ويتم عرض المادة بالطرق التالية:
- طريقة الكشف بالاستقراء والاستنتاج.
- طريقة الإلقاء.
- طريقة الإيحاء إما مباشرة أو غير مباشرة.
- صحة المعلومات التي تعرض على الطلبة.
- أن تكون المادة التعليمية مناسبة للمستوى العقلي للطلبة.
- تقسيم المادة التعليمية إلى خطوات.
- تنويع أمثلة العرض.
- الاكتفاء باختيار النقاط المهمة وعرضها.
- الانتقال من نقطة إلى أخرى تدريجياً.
- التأكيد على الترابط للنقاط بعضها ببعض.
- العناية باشتراك الطلبة عند كل فرصة.
- مراعاة الفروق الفردية بين الطلبة.
- الحرص على توزيع الاسئلة بالعدل.

### ج- الربط
يتم بين حقائق الدرس الجديدة والحقائق السابقة التي درسها الطلبة من قبل وهو ضروري لجعل المعلومات الجديدة جزءً من المعلومات السابقة.

### د- التعميم
يطلق عليها الاستقراء، ومن أهم الخطوات حيث يصل الطلبة إلى التعميمات والقواعد والتعريفات والقوانين من خلال الأمثلة.
وهي خطوة يقف فيها المعلم على مدى فهم الطلبة للدرس وتثبت المعلومات في ظاذهانهم ويتم من خلال طرح الاسئلة أو إعطاء تمرينات تتضمن موضوع الدرس.